# Amesia sanguiflua
Amesia sanguiflua là một loài bướm đêm thuộc họ Zygaenidae. Nó được tìm thấy ở miền bắc Ấn Độ, bán đảo Đông Dương, Myanma và Malay Peninsular, Sumatra, Java và Đài Loan.

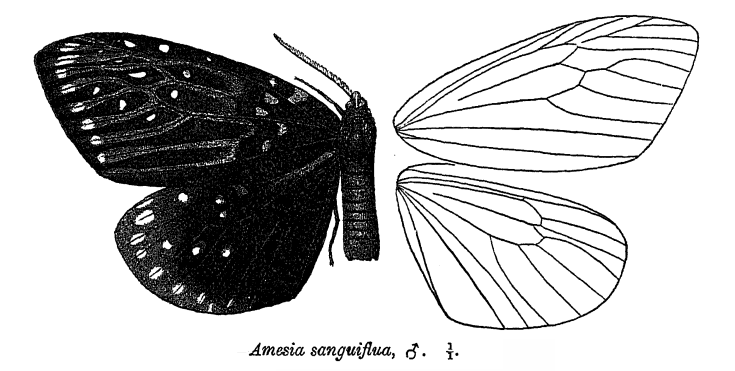
Illustration

## Phụ loài
- Amesia sanguiflua sanguiflua (Drury, 1773) (northern Ấn Độ, bán đảo Đông Dương, Myanmar and Malay Peninsular)
- Amesia sanguiflua lugens (Dohrn, 1906) (Sumatra)
- Amesia sanguiflua gedeana Frustorfer, 1897 (Java)
- Amesia sanguiflua viriditincta Hampson, 1919 (Taiwan)